# بلانفيل
بلانفيل، كيبك (بالإنجليزية: Blainville)‏ هي مدينة كندية تقع في مقاطعة كيبك. تبلغ مساحة هذه المدينة 55.1022 (كم²)، ويبلغ عدد سكانها 46493 نسمة حسب إحصاء سنة 2006 م، بينما كان يسكنها 36029 نسمة في سنة 2001 م. تحتل هذه المدينة المرتبة رقم 99 بين مدن كندا حسب عدد السكان والمرتبة رقم 20 في المقاطعة. النمو سكاني في هذه المدينة يقدر بـ(29).

## المناخ
يظهر الجدول التالي التغييرات المناخية على مدار السنة لبلانفيل:
| البيانات المناخية لـبلانفيل       | البيانات المناخية لـبلانفيل | البيانات المناخية لـبلانفيل | البيانات المناخية لـبلانفيل | البيانات المناخية لـبلانفيل | البيانات المناخية لـبلانفيل | البيانات المناخية لـبلانفيل | البيانات المناخية لـبلانفيل | البيانات المناخية لـبلانفيل | البيانات المناخية لـبلانفيل | البيانات المناخية لـبلانفيل | البيانات المناخية لـبلانفيل | البيانات المناخية لـبلانفيل | البيانات المناخية لـبلانفيل |
| الشهر                             | يناير                       | فبراير                      | مارس                        | أبريل                       | مايو                        | يونيو                       | يوليو                       | أغسطس                       | سبتمبر                      | أكتوبر                      | نوفمبر                      | ديسمبر                      | المعدل السنوي               |
| --------------------------------- | --------------------------- | --------------------------- | --------------------------- | --------------------------- | --------------------------- | --------------------------- | --------------------------- | --------------------------- | --------------------------- | --------------------------- | --------------------------- | --------------------------- | --------------------------- |
| متوسط درجة الحرارة الكبرى °م (°ف) | −6.5 (20.3)                 | −4.3 (24.3)                 | 1.3 (34.3)                  | 10.8 (51.4)                 | 18.5 (65.3)                 | 23.4 (74.1)                 | 25.7 (78.3)                 | 24.7 (76.5)                 | 19.9 (67.8)                 | 12.5 (54.5)                 | 4.7 (40.5)                  | −2.7 (27.1)                 | 10.7 (51.3)                 |
| المتوسط اليومي °م (°ف)            | −11.5 (11.3)                | −9.5 (14.9)                 | −3.6 (25.5)                 | 5.4 (41.7)                  | 12.4 (54.3)                 | 17.4 (63.3)                 | 19.8 (67.6)                 | 18.7 (65.7)                 | 14.1 (57.4)                 | 7.3 (45.1)                  | 0.6 (33.1)                  | −7.1 (19.2)                 | 5.3 (41.5)                  |
| متوسط درجة الحرارة الصغرى °م (°ف) | −16.5 (2.3)                 | −14.8 (5.4)                 | −8.5 (16.7)                 | -0.0 (32.0)                 | 6.3 (43.3)                  | 11.4 (52.5)                 | 14.0 (57.2)                 | 12.7 (54.9)                 | 8.1 (46.6)                  | 2.0 (35.6)                  | −3.4 (25.9)                 | −11.5 (11.3)                | -0.0 (32.0)                 |
| الهطول مم (إنش)                   | 87.9 (3.46)                 | 64.6 (2.54)                 | 70.4 (2.77)                 | 88.0 (3.46)                 | 86.8 (3.42)                 | 103.1 (4.06)                | 91.9 (3.62)                 | 96.0 (3.78)                 | 91.7 (3.61)                 | 96.5 (3.80)                 | 103.2 (4.06)                | 87.6 (3.45)                 | 1٬067٫7 (42.04)             |
| متوسط تساقط الثلوج سم (إنش)       | 55.8 (22.0)                 | 43.1 (17.0)                 | 38.5 (15.2)                 | 14.0 (5.5)                  | 0.3 (0.1)                   | 0.0 (0.0)                   | 0.0 (0.0)                   | 0.0 (0.0)                   | 0.0 (0.0)                   | 3.1 (1.2)                   | 22.8 (9.0)                  | 51.3 (20.2)                 | 228.8 (90.1)                |
| المصدر: ECCC                      |                             |                             |                             |                             |                             |                             |                             |                             |                             |                             |                             |                             |                             |

## السكان
بلغ عدد سكانها 46,493 نسمة حسب التعداد العام للسكان عام 2006.

## أعلام
- جان فرانسوا ديفيد
- بيير داغينيه